# Pseudolimnophila sottiauxi
Pseudolimnophila sottiauxi är en tvåvingeart som beskrevs av Alexander 1956. Pseudolimnophila sottiauxi ingår i släktet Pseudolimnophila och familjen småharkrankar. Inga underarter finns listade i Catalogue of Life.